# Condensatore di avviamento

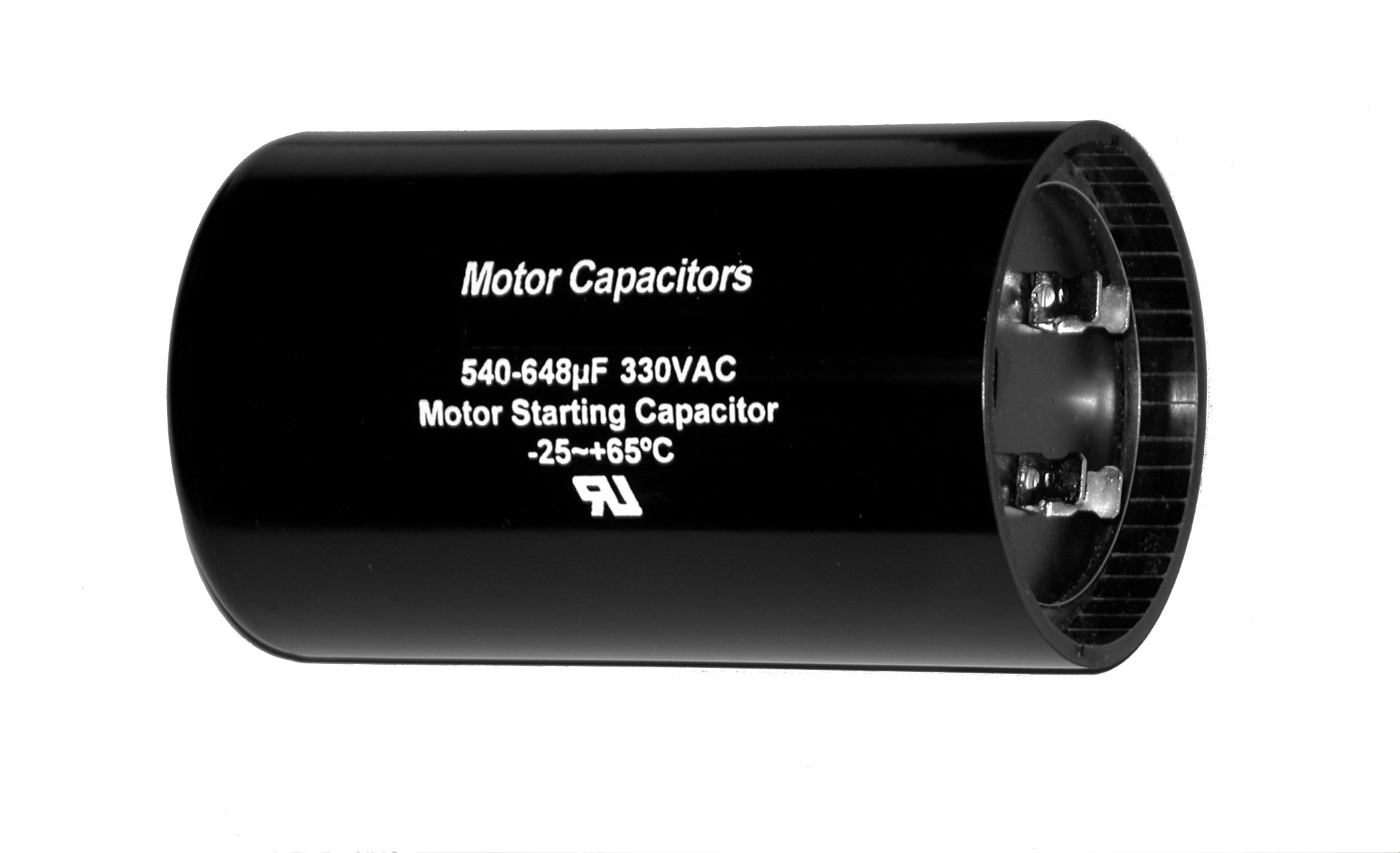
Un condensatore di avviamento

Il condensatore di avviamento, o condensatore di spunto, è un dispositivo che consente l'avvio dei motori elettrici asincroni monofase.

## Descrizione
I motori elettrici asincroni monofase, come noto, soffrono della carenza di coppia motrice all’avviamento. La carenza di coppia non disturba nel caso di carichi nulli all’avviamento, come ad esempio ventilatori, seghe a disco, pompe per fluidi, ecc.; invece, è messa in evidenza nei carichi ostici, cioè quelli che richiedono la massima coppia all’avviamento, come ad esempio compressori, nastri trasportatori, macine, ecc.
Per ovviare a tale inconveniente si ricorre a dei circuiti ausiliari attivati da un disgiuntore: questo è un piccolo dispositivo che a motore fermo lascia collegato il ramo di avviamento e lo scollega solo quando il motore, terminata la fase di spunto, ha raggiunto la velocità di esercizio. Il ramo di avviamento può essere costituito da un avvolgimento supplementare (interno al motore) oppure un condensatore aggiuntivo (esterno al motore) e rimane in funzione per un tempo limitato: il suo funzionamento è considerato quindi di tipo impulsivo.
Spesso il disgiuntore è utilizzato anche solo per dare al motore, quando richiesto, un senso di rotazione predefinito ad ogni avviamento, dal momento che il motore monofase elementare teorico potrebbe iniziare la sua rotazione in senso casuale.
Il disgiuntore centrifugo è collegato meccanicamente all’asse del motore, in modo che oltre una certa velocità di rotazione si scolleghi automaticamente. Essendo progettato e costruito assieme al motore è il suo complemento ideale, ma è un sistema meccanico delicato e costoso. 
Il disgiuntore elettromagnetico è collegato elettricamente in serie al motore: quando la corrente iniziale assorbita scende sotto un certo livello significa che la fase di spunto è terminata ed il ramo di avviamento viene quindi scollegato. Esistono in commercio dei disgiuntori tarati per i più comuni valori di corrente e rappresentano una soluzione economica con ottimi risultati .
Il disgiuntore temporizzato è universale ed ha il vantaggio di essere indipendente dalle caratteristiche del motore a cui sarà collegato, ma soffre dello svantaggio di fornire una temporizzazione fissa e di non adattarsi quindi in alcun modo alle condizioni di lavoro del motore. A questo scopo può essere collegato un temporizzatore qualunque, purché sopporti la stessa tensione di alimentazione del motore e la corrente assorbita dal circuito di avviamento.